# جدعون عزرا
جدعون عزرا (بالعبرية: גדעון עזרא‏) هو جغرافي وشخصية أعمال وسياسي إسرائيلي، ولد في 30 يونيو 1937 في القدس في إسرائيل، وتوفي بنفس المكان في 17 مايو 2012 بسبب سرطان الرئة. حزبياً، نشط في ليكود. وقد انتخب الرئيس التنفيذي وانتخب عضو الكنيست ‏ (17 يونيو 1996 – 17 مايو 2012).